# 铜仁专区
铜仁专区，贵州省已撤消的专区。
1949年置。在今贵州省东北部。辖铜仁、玉屏、石阡、江口、思南、印江、德江、沿河、松桃等县。专员公署驻铜仁县（今铜仁市）。1958年撤销江口、玉屏二县。1961年恢复江口、玉屏二县。1966年设万山特区。1968年撤销万山特区。1970年恢复万山特区；同年改置铜仁地区。